# La schiava riconosciuta
Gli stravaganti ossia La schiava riconosciuta és una òpera en dos actes composta per Niccolò Piccinni sobre un llibret italià d'autor desconegut. S'estrenà al Teatro Valle de Roma l'1 de gener de 1764. També es representà amb el nom Gli stravagant ossia I matrimonia alla moda, L'esclave ou Le Marin généreux, Die Ausschweifenden
A Catalunya, s'estrenà el 1769 al Teatre de la Santa Creu de Barcelona.